# レック (企業)
レック株式会社（英: LEC, INC.）は、東京都中央区京橋に本社を置く、企業向け販促用品、家庭用品を製造する企業である。
主力商品は、清掃関係の「激落ちくんシリーズ」とライオンから全権利を譲受した「バルサン」、および「グロンサン」、「新グロモント」である。

## 沿革
- 1979年（昭和54年）- 駿河工業を創業する。
- 1983年（昭和58年）- 駿河工業株式会社を設立する。
- 1992年（平成4年）- スルガ株式会社に社名を変更する。旧レック（1985年6月 - 東証2部上場、証券コード：8149）が会社更生法を申請する。
- 1996年（平成8年）6月7日 - 株式を店頭公開する。
- 2001年（平成13年）3月22日 - 東京証券取引所2部へ上場市場を変更する。
- 2003年（平成15年）
  - 3月3日 - 東京証券取引所1部に指定替えする。
  - 旧レックの全株式を取得する。
- 2009年（平成21年）10月1日 - 旧レックと合併して現社名に変更する。本社を東京都中央区日本橋浜町に移転する。
- 2010年（平成22年）- 静岡県榛原郡吉田町川尻に静岡工場を設置する。
- 2012年（平成24年）- 静岡県裾野市下和田に裾野第2センター、静岡県榛原郡吉田町川尻に第5倉庫（兼・津波対策避難所）、それぞれを設置する。
- 2015年（平成27年）
  - 監査等委員会設置会社へ移行する。
  - 1月 - アメリカ合衆国にLEC USA Corporationを設立[4]する。
  - 2月 - ニュージャージー州に事務所を開設[4]する。
  - 7月 - カリフォルニア州 (ランチョ・ドミンゲス) の倉庫運用を開始[4]する。
- 2016年（平成28年）8月 - LEC USAがオンラインストアを開設[4]する。
- 2018年（平成30年）12月28日 - ライオン株式会社から「氷殺ジェット」の回収業務を除くバルサンの商標権・製造権・販売権を譲受し、ライオンパッケージング株式会社の全株式をライオンから取得する。ライオンパッケージングの商号をバルサン株式会社へ変更[5][6][7]する。
- 2019年（平成31年）2月12日 - 本社を京橋トラストタワーへ移転[8]する。
- 2020年（令和2年）7月5日 - 午前1時35分頃に、静岡県吉田町川尻の静岡第2工場から出火[9]し、消防隊員3名と警察官1名が死亡した。2023年7月3日、当時の静岡製造部長が業務上失火と業務上過失致死傷の罪で在宅起訴された[10]。
- 2021年（令和3年）4月 - 「空間除菌」などの宣伝について消費者庁から再発防止命令を受ける[11][12]。これについて同社は取り消しを求め提訴した[13]。
- 2022年（令和4年）4月 - 東京証券取引所の市場区分の見直しにより市場第一部からプライム市場へ移行。
- 2024年（令和6年）6月28日 - ライオン株式会社から「グロンサン」「新グロモント」の商標権・製造権・販売権を譲受[14][15]。

## 商品ブランド
- バルサン
- グロンサン
- 新グロモント
- それいけ!アンパンマン
- 激落ちくんシリーズ
- ナチュラルクリーニング
- 茂木和哉
- おしりふき
- 爽快フィットマスク
- GNクリンぱトイレクリーナー

## 提供番組
- ひるおび!（TBS、12時台隔日）
- レック クリンぱっ！presents 佐藤満春のジャマしないラジオ（InterFM897、2021年8月 - ）- 冠スポンサー[16]

### 過去の提供番組
- 週刊育児ニュース（テレビ大阪/テレビ東京系列、2011年10月2日 - 2012年3月25日）- 同社一社提供のミニ番組。
- とくダネ!（フジテレビ）月・水曜、9時台後半
- 世界!極タウンに住んでみる（フジテレビ、2018年5月 - 9月）
- 激落ちくんのレック presents プロレスの勝ち! neo（TBS、2019年10月4日 - 2020年9月25日）- 冠スポンサー